# Franciszek Morsztyn
Franciszek Morsztyn herbu Leliwa (zm. przed 10 września 1726 roku) – kasztelan radomski w 1699 roku.

## Rodzina
Rodzina pochodziła z Raciborska.
Ojcem Franciszka był Jan Morsztyn. Matka Konstancja Baranowska, była córką Stanisława (zm. 1646), posła, pisarza i podkomorzego wiskiego.
Poślubił Salomeę Bronicką, córkę wojskiego krakowskiego. Z małżeństwa urodziło się czterech synów i córka.
Z synów: Stefan Benedykt (zm. 1754), kasztelan konarski sieradzki.

## Pełnione urzędy
Otrzymał nominację na pułkownika 1691 roku. Od 1697 roku chorąży sandomierski. W latach 1699–1724 pełnił urząd kasztelana radomskiego po śmierci Jana Kazimierza Lanckorońskiego (1698). W 1704 roku podpisał akt konfederacji sandomierskiej. W 1717 roku został wyznaczony senatorem rezydentem. 
Był dziedzicem Adamowic, Śreniawy i Zbychowa.